# Danny Kortchmar
Danny Kortchmar (New York, 6 aprile 1946) è un cantante, chitarrista e produttore discografico statunitense.

## Biografia
Accreditato spesso anche come Danny Kootch o Dan Kootch o Dan Kortchmar o semplicemente Kootch (il suo soprannome da ragazzino), nei primi anni sessanta incontrò James Taylor sull'isola di Martha's Vineyard e insieme cominciarono a suonare musica folk nei locali sull'isola. Kootch alla chitarra e James all'armonica, i due ebbero un discreto successo, vincendo anche una competizione canora locale.
Successivamente, partecipò ad alcuni gruppi emergenti della scena musicale di New York degli anni sessanta, come i Kingbees e i Flying Machine; in quest'ultimo militava anche l'amico James Taylor.
Con i Kingbees, Danny Kortchmar pubblicò tre singoli con la RCA, "What She Does To Me/That Ain't Love" (1965), "On Your Way Down The Drain/Rhythm And Blues" (1966) and "Lost In The Shuffle/Hardly (part 3)" (1966).  
I Kingbees non ebbero il successo sperato e la band (che comprendeva anche Joel "Bishop" O'Brien alla batteria, John McDuffy alla voce/organo e Dickie Frank al basso) si sciolse nell'autunno del (1966), non prima però di aver suonato come band di supporto di Peter and Gordon, gli "Everly Brothers of the British Invasion." (Peter era Peter Asher).  
Nel 1967 Kortchmar e O'Brien fondarono una nuova band, The Flying Machine, con Zachary Wisner al basso e James Taylor alla chitarra e alle voci. Ebbero un contratto con l'Euphoria qualche mese dopo e realizzarono un unico single "Night Owl" (1967), che raggiunse il numero 102 nelle classifiche nazionali. L'etichetta non pubblicò mai il loro album e la band si sciolse ben presto. Taylor decise allora di spostarsi a Londra e Kortchmar gli dette il numero di Peter Asher.
Asher all'epoca era diventato capo della sezione A&R presso la casa discografica dei Beatles, la Apple Records. Asher dunque invitò James a fargli sentire le sue canzoni che apprezzò molto. Paul McCartney e John Lennon furono fra i suoi primi fans.   
Dopo il successo di James Taylor, l'Euphoria pubblicò i vecchi demo dei Flying Machine nel 1971, con il titolo di "James Taylor and The Original Flying Machine".
Con i Flying Machine "in pieces on the ground" (immortalati nella canzone di James "Fire and Rain"), Danny trascorse sei mesi come musicista dei Fugs alla fine del 1967, sia suonando sui dischi, sia nei concerti. I Fugs erano un'altra band di New York, fondata da Ed Sanders e Tuli Kupferbery nel 1964. Lo stipendio di Danny era $100 a settimana. Danny partecipò al loro album "Tenderness Junction" (1968) e al loro live, "Live From the Player Theater" (1967).
Dopo di ciò, suonò come chitarrista con i Clear Light, una band sulla via del declino. Ma fu proprio un concerto con i Clear Light a portare Danny a Los Angeles per la prima volta.
Nel 1968 Kortchmar si spostò in California con un altro membro dei Fugs, Charles Larkey. Essi incontrarono la cantautrice Carole King (allora sotto contratto con la Brill Building) e insieme formarono The City. Con la King alla voce e alle tastiere, Kortchmar alle chitarre, percussioni e voce e Larkey al basso, The City realizzò un album con la leggendaria etichetta di Lou Adler, Ode Records, dal titolo Now That Everything's Been Said (1968). La band non fece mai un tour dal vivo: Carole King era terrorizzata dal palco.
The City dunque si sciolse, ma Adler indirizzò la King verso una carriera solista, con Kootch e Larkey sempre al suo fianco come musicisti di supporto in studio nei suoi strepitosi dischi successivi.
A questo punto, Kortchmar diventò un musicista di studio affermato a Los Angeles. Suonò nella maggior parte dei dischi della King, a partire da Writer e dall'incredibile Tapestry, e per continuare con gran parte degli album di James Taylor, da "Sweet Baby James" in poi. Suonò in tour con entrambi e diventò presto uno dei musicisti di studio più famosi e ben pagati di Los Angeles.
Nel frattempo Kortchmar contattò di nuovo O'Brien e Larkey per formare la band psichedelica dei Jo Mama, insieme con Ralph Schuckett (tastiere) e Abigail Haness (voce). Essi pubblicarono due album con l'Atlantic Records, "Jo Mama" (1970) and "J Is For Jump" (1971) e per qualche tempo furono la band di supporto nei concerti di James Taylor.
Dopo lo scioglimento dei Jo Mama, Danny aveva raggiunto comunque il successo come chitarrista di studio e con Lee Sklar (basso), Craig Doerge (tastiere) e Russ Kunkel (batteria) formò una band di supporto per accompagnare James Taylor nel suo primo tour nazionale. Danny e la band decisero di rimanere insieme anche dopo quel tour, dandosi il nome di The Section, e realizzando tre dischi "The Section" (1972) e "Forward Motion" (1973) per la Warner Brothers e infine "Fork It Over" (1977) per la Capitol Records.
Nel 1973 Kortchmar realizzò il suo primo strepitoso album solista, dal titolo di "Kootch".
Qualche anno dopo formò gli Attitudes, un quartetto "space funk" insieme ad altri tre famosi musicisti di Los Angeles: Paul Stallworth al basso, Jim Keltner alla batteria e David Foster alle tastiere. (Foster oggi è uno dei produttori e compositori più famosi, da dischi di platino). Gli Attitudes firmarono per l'etichetta di George Harrison, la Dark Horse Records, e pubblicarono due album: Attitudes (1975) e Good News (1977). Il loro singolo "Sweet Summer Music" raggiunse la posizione 94 nelle classifiche del 1976.
Ma per la maggior parte degli anni settanta, Danny fu un membro della famiglia musicale della west coast, suonando nei dischi più famosi degli anni settanta, come quelli di Crosby & Nash, James Taylor, Jackson Browne, Linda Ronstadt, Carole King. 
Nel 1980 realizzò un altro disco solista, "Innuendo" per la Asylum Records.
La graduale transizione da musicista di studio a produttore ebbe inizio con la figlia di Carole King, Louise Goffin, nel 1979. Nel 1981 fece il salto di qualità, affiancando Don Henley in una delle più famose e prolifiche collaborazioni. Danny fu co-produttore e co-compositore della maggior parte dei progetti solisti di Don Henley. "I Can't Stand Still" (1982), "Building The Perfect Beast" (1984) e "The End Of Innocence" (1989).
Da allora ha continuato a produrre dischi per grandi artisti (Neil Young, Jon Bon Jovi, Billy Joel fra i tanti) e anche la sua attività di musicista di studio (Linda Ronstadt, Bob Dylan, Jackson Browne).
Con l'amico Jackson Browne ha scritto molte canzoni, una delle più famose è il singolo tratto dalla colonna sonora di "Fast Times at Ridgemont High", "Somebody's Baby" (1982), ma anche "Shaky Town" (1977), "Tender Is The Night" (1982), "Knock On Any Door" (1982). Nell'estate del 1982 affiancò Jackson nel suo memorabile primo tour europeo.
Negli anni novanta Danny ha prodotto un'intera generazione di nuovi musicisti, Venice, Freddy Johnston, Spin Doctors, Dada. Ha formato un'altra band, gli Slo Leak, con Charlie Karp (voce e chitarra) e Harvey Brooks (basso), realizzando e producendo con loro due dischi blues "Slo Leak" (1996) per la Pure Records e "When The Clock Strikes Twelve" (1999) per la TVT Records.
Kortchmar attualmente suona ancora dal vivo, e in studio, e continua la sua attività di produttore.
Una delle più famose recenti produzioni annovera l'ultimo album degli Hanson, intitolato Underneath.
Nel 2004 Danny ha formato un nuovo gruppo, i Midnight Eleven, composto dal chitarrista Zonder Kennedy, il batterista Joe Bonadio, il cantante e suonatore di armonica Mark Grandfield con Kortchmar alle chitarre e alla produzione.
Nel novembre 2005, hanno pubblicato il loro primo album Midnight Eleven.
Due anni dopo, nel 2007, esce il quarto album degli Hanson, prodotto da Danny Kortchmar, dal titolo The Walk, che contiene Great Divide,  presentato in occasione del World AIDS Day (1º dicembre 2006).
Nel 2008 Charlie Karp e Danny Kortchmar ritornano come Slo Leak e pubblicano New Century Blues.